# Dark Matter
Dark Matter is het twaalde album van de Amerikaanse rockband Pearl Jam dat op 19 april 2024 werd uitgegeven door Monkeywrench Records en Republic Records. Het album is geproduceerd door Andrew Watt en voorafgegaan door de singles "Dark Matter", "Running" en "Wreckage".
De opnames vonden plaats in Shangri-La in Malibu, California en de thuisstudio van Watt. Dark Matter is het eerste album dat bijdrages heeft van touring- en sessielid Josh Klinghoffer die de band ondersteunde tijdens de 2022/2023 Gigaton Tour. Het album markeert een terugkeer naar de samenwerking als band als geheel gedurende een korte periode in een studio-omgeving. Gigaton (2020) werd gedurende enkele jaren opgenomen met individuele sessies.

## Achtergrond en opnames
Na de succesvolle samenwerking met Eddie Vedder aan zijn studio-album Earthling (2022) was producent Andrew Watt de aangewezen persoon om het twaalfde studio-album van Pearl Jam te produceren. De eerste opnamesessies vonden in februari 2021 plaats in de thuisstudio van Watt.